# Bo Balderson
Unter dem Pseudonym Bo Balderson (Aussprache [ˌbuː ˈbalːdəʂɔn]) hat ein schwedischer Schriftsteller unbekannten Namens ab 1968 bis in die 1980er-Jahre eine lange Serie beliebter und viel gelesener Kriminalromane veröffentlicht. Die darin gestalteten Kriminalfälle werden, eher zufällig, vom schrulligen und chaotischen Minister in Zusammenarbeit mit seinem gleichfalls etwas sonderlichen Schwager, einem pensionierten Studienrat, gelöst.
Bei den Spekulationen, wer sich hinter dem Pseudonym verbirgt, wurden zahlreiche Namen genannt, darunter der Autor Sven Delblanc, der Herausgeber Ake Runnqvist, der Hochschullehrer Björn Sjöberg oder der Autor und Liederschreiber Olle Adolphson, der 2004 starb. 2009 soll Bo Balderson jedoch noch am Leben gewesen sein.

## Werke
- Der Minister und der Tod („Statsrådet och döden“, 1968). Verlag Volk und Welt, Berlin 1974
- Der Mord in Harpsund („Harpsundsmordet“, 1969). Edition Stegemann, Radebeul 2002, ISBN 3-9808037-3-2
- Der Fall des Staatsministers („Statsrådets fall“, 1971). Edition Stegemann, Radebeul 2002, ISBN 3-9808037-4-0
- Das Werk des Staatsministers („Statsrådets verk“, 1973). Edition Stegemann, Radebeul 2003, ISBN 3-9808037-6-7
- Der Staatsminister reist aufs Land („Mord, herr talman“, 1975). Edition Stegemann, Radebeul 2007, ISBN 978-3-937193-05-2